# Gerhard Haidacher
Gerhard Haidacher   (Innsbruck, 29 d'abril de 1963) és un pilot de bob austríac, ja retirat, que va competir durant les dècades de 1980 i 1990.
El 1992 va prendre part en els Jocs Olímpics d'Hivern d'Albertville, on va guanyar la medalla d'or en la prova de bobs a quatre del programa de bob. Formà equip amb Ingo Appelt, Harald Winkler i Thomas Schroll. Dos anys més tard, als Jocs de Lillehammer, fou quart en la mateixa prova.
En el seu palmarès també destaca una medalla de plata al Campionat del món de bob.